# Gaz perfect
Gazul perfect este un model teoretic de gaz, format din „molecule” de dimensiune neglijabilă și fără forțe intermoleculare. Conceptul de gaz perfect este folosit în cadrul  fizicii atomice și moleculare ca o idealizare a stării gazoase a substanțelor, și se pretează la analiza cu mijloacele mecanicii statistice.
Gazul perfect nu are viscozitate, proprietățile sale nu depind de presiune sau temperatură și nu se lichefiază.
Literatura de specialitate deosebește, în principiu, trei tipuri ale modelului gazului perfect: gazul Boltzmann, gazul Bose și gazul Fermi. Aceste modele sunt particularizate și tratate diferit, fie în cadrul mecanicii statistice clasice, fie în cadrul mecanicii statistice cuantice. Prin aplicarea asupra acestor modele a metodelor statisticii Maxwell-Boltzmann, Bose-Einstein sau Fermi-Dirac, se regăsesc legile termodinamicii și se pot explica o serie de proprietăți fizice ale materiei.
Comportarea gazului perfect este foarte asemănătoare cu a gazului ideal, care însă este definit în mod diferit de gazul perfect. Această comportare asemănătoare poate duce la confundarea acestor două noțiuni, chiar în lucrări prestigioase
mai ales că din punctul de vedere al aplicațiilor tehnice faptul că sunt definite diferit adesea nu deranjează.
În afară de modelul gazului perfect și modelul gazului ideal, în fizică și tehnică se mai folosesc modelele gazului semiperfect și cel al gazului real.

## Definirea gazului perfect

Modelul mişcării moleculelor în cazul gazului perfect.

Modelul gazului perfect postulează următoarele despre structura și dinamica particulelor gazului perfect:
a) Gazul perfect constă dintr-un număr foarte mare de particule, identice, cu aceeași masă {\displaystyle m_{0}\,}, numite convențional în continuare molecule. Numărul acestor molecule într-un volum de dimensiuni microscopice este suficient de mare pentru a permite folosirea metodelor de analiză statistică.
b) Volumul fiecărei molecule este considerat așa de mic încât ele pot fi idealizate ca puncte materiale (covolumul este zero).
c) Mișcarea fiecărei molecule are loc în conformitate cu legile mecanicii newtoniene. În ansamblu moleculele au o mișcare dezordonată, neexistând nicio direcție privilegiată.
d) Între molecule au loc ciocniri perfect elastice. Procesul propriu-zis de interacțiune între molecule în timpul ciocnirii este ignorat. Între ciocniri (relativ rare datorită dimensiunilor lor foarte mici) se consideră că molecula are o mișcare rectilinie uniformă.
Postulatele de mai sus sunt îndeplinite relativ bine de gazele aflate la presiuni mici. Datele experimentale arată buna concordanță cu realitatea la presiuni sub 5×106 Pa și temperaturi mult superioare celei critice. Verificarea experimentală a concordanței dintre premisele gazului perfect și comportamentul gazelor reale a fost făcută printr-o serie de experiențe din domeniul fizicii moleculare. Astfel, o primă verificare calitativă directă a mișcării rectilinii și a existenței haosului molecular (a mișcării termice) a fost realizată în 1911 de către Louis Dunoyer prin experimentul care îi poartă numele. O dovadă indirectă a mișcării complet dezordonate a moleculelor unui gaz aflat în stare de echilibru termic o reprezintă mișcarea browniană  cunoscută încă din 1827 și explicată din punct de vedere cantitativ de către Albert Einstein în 1905 prin efectul ciocnirilor întâmplătoare dintre moleculele unui fluid . În 1920, Otto Stern imaginează și realizează un experiment pentru determinarea vitezei moleculelor care a permis pe lângă determinarea cantitativă a vitezei medii și o apreciere calitativă a distribuției moleculelor după viteză . La propunerea lui Stern, în 1927, Costa, Smith și Compton efectuează un alt experiment prin care se confirma valabilitatea legii de distribuție a lui Maxwell . Dezvoltarea tehnicii și ingineriei sistemelor de măsurare a făcut posibil în 1955 ca Miller și Kusch să reia ideea lui Stern și să facă o verificare experimentală de înaltă precizie a valabilității distribuției lui Maxwell. Rezultatele acestor experiențe au  arătat că teoria cinetico-moleculară a gazului perfect în forma elaborată de Clausius, Maxwell și Boltzmann descriu cu  precizie foarte bună  comportamentul gazelor reale în anumite condiții fizice.
Cu toate că distribuția lui Maxwell a vitezelor moleculelor unui gaz perfect concordă remarcabil cu constatările experimentale făcute pentru condiții fizice obișnuite, ea nu mai este valabilă la densități mari (ceea ce corespunde fie unor presiuni mari, fie unor temperaturi extrem de scăzute), când ipotezele teoriei cinetice clasice nu mai sunt  valabile. Pentru aceste domenii, descrierea comportamentului gazului se poate face folosind distribuțiile de viteză bazate pe principiile mecanicii cuantice, adică distribuțiile Fermi-Dirac și Bose-Einstein. Distribuțiile cuantice concordă bine cu distribuția lui Maxwell în domeniul clasic (adică pentru densități mici ale gazului) și concordă cu experiența acolo unde distribuția clasică nu mai este valabilă. Datorită acestui aspect, se deosebesc în principal trei variante de gaz perfect. Primul model este cel clasic, sau gazul perfect Maxwell-Boltzmann și două gaze perfecte cuantice: gazul Fermi respectiv gazul Bose. Pentru fiecare din aceste modele, postulatele enunțate mai sus sunt valabile, diferența dintre ele constând în distribuția vitezelor particulelor asociată. Modelele cuantice au un grad mare de generalitate în sensul că, prin trecerea la limită pentru cazul clasic, ele se reduc la modelul gazului perfect clasic.

## Gaz perfect clasic
Un gaz perfect clasic, numit și gaz Boltzmann-Maxwell este un model al gazului la care sunt îndeplinite postulatele gazului perfect și mișcarea moleculelor punctuale se supun exclusiv legilor mecanicii newtoniene. Pornind de la legile dinamicii care guvernează mișcarea moleculelor, prin folosirea unor metode matematice de mediere statistică a parametrilor cinematici și dinamici (viteză, impuls, forță, energie cinetică, etc) ai moleculelor, se deduc legile termodinamicii gazului ideal. Studiul gazului perfect clasic a fost dezvoltat de către Ludwig  Boltzmann în cadrul teoriei cinetice a gazelor. Relațiile matematice pe care această teorie o stabilește explică în mare măsură legătura dintre parametri macroscopici (presiune, temperatură, energie internă, etc.) ai unui sistem termodinamic format dintr-un gaz ideal și parametri microscopici ai constituenților gazului (masa moleculei, viteza medie, energia cinetică medie, etc.) Modelul gazului perfect clasic nu ține cont de efecte relativiste sau de caracterul cuantic al particulelor constituente. Acest aspect limitează aplicabilitatea modelului, în sensul că rezultatele teoriei cinetice a gazului ideal nu mai sunt în concordanță cu observațiile empirice pentru domenii de temperaturi foarte joase sau foarte înalte și nici pentru presiuni foarte mari. De asemenea, modelul nu poate fi aplicat sistemelor de particule la care efectele cuantice sunt semnificative (electroni, fotoni, etc.).

### Ecuația termică de stare a gazului perfect
Fie un număr mare {\displaystyle N\,} de molecule aflate într-o incintă cubică cu latura {\displaystyle l\,}, cu pereți perfect elastici, în care sunt îndeplinite premisele de mai sus. Macroscopic, sistemul este în echilibru termodinamic la temperatura {\displaystyle T\,}. Microscopic, este într-o stare staționară. Conform Legii lui Pascal presiunea este aceeași pe toate fețele cubului. Energia {\displaystyle U\,} a sistemului este constantă, iar energia {\displaystyle \epsilon \,} a unei molecule variază aleatoriu în urma ciocnirilor, însă statistic energia sa medie este:
{\displaystyle {\bar {\epsilon }}={\frac {U}{N}}={\frac {m_{0}{\bar {v}}^{2}}{2}}}
unde {\displaystyle {\sqrt {{\bar {v}}^{2}}}} este viteza medie pătratică a moleculelor. Energia sistemului va fi:
{\displaystyle U={\frac {m_{0}}{2}}\sum _{i=1}^{N}v_{i}^{2}}
de unde se obține expresia vitezei medii pătratice:
{\displaystyle {\sqrt {{\bar {v}}^{2}}}={\sqrt {\frac {\sum _{i=1}^{N}v_{i}^{2}}{N}}}}
Considerând că {\displaystyle N/6\,} din molecule lovesc un perete, fiind reflectate, deci fiecare îi cedează un impuls {\displaystyle 2m_{0}{\sqrt {{\bar {v}}^{2}}}}, la nivel macroscopic suma impulsurilor cedate este egală cu o forță {\displaystyle F\,} care acționează un timp {\displaystyle \Delta t\,}, apărând pe perete o presiune {\displaystyle p\,}:
{\displaystyle F\Delta t=pl^{2}\Delta t={\frac {N}{6}}2m_{0}{\sqrt {{\bar {v}}^{2}}}}
Timpul {\displaystyle \Delta t\,} corespunde timpului de parcurgere de către o moleculă a laturii cubului:
{\displaystyle \Delta t={\frac {l}{\sqrt {{\bar {v}}^{2}}}}}
de unde:
{\displaystyle pl^{2}{\frac {l}{\sqrt {{\bar {v}}^{2}}}}={\frac {N}{6}}2m_{0}{\sqrt {{\bar {v}}^{2}}}}
sau, cu {\displaystyle l^{3}=V\,} (volumul cubului):
{\displaystyle pV={\frac {1}{3}}Nm_{0}{\bar {v}}^{2}={\frac {2}{3}}N{\bar {\epsilon }}}
care este forma microscopică a ecuației termice de stare a gazului perfect.
Există și demonstrații mai riguroase, care însă includ mai multe noțiuni de mecanică statistică.

#### Interpretarea statistică a temperaturii
Comparând ecuația de mai sus cu ecuația termică de stare a gazului ideal:
unde {\displaystyle R\,} este constanta universală a gazelor ({\displaystyle R\,} = 8314,472 m3 Pa K-1 kmol-1), {\displaystyle N_{\rm {A}}\,} este Numărul lui Avogadro, {\displaystyle m\,} este masa gazului, {\displaystyle M=N_{\rm {A}}m_{0}\,} este masa molară a gazului, iar {\displaystyle n\,}este numărul de moli, și ținând cont că constanta Boltzmann este {\displaystyle k={\frac {R}{N_{\rm {A}}}}} se obține dependența temperaturii de viteza medie pătratică:
iar energia sistemului devine:
În limitele în care este admisibil modelul gazului perfect temperatura este direct proporțională cu energia cinetică medie a unei molecule, respectiv cu energia sistemului, energie care depinde numai de temperatură.

### Capacitățile termice ale gazului perfect
În teoria gazului perfect fiecare moleculă considerată punctuală se poate mișca în trei direcții (corespunzătoare celor trei dimensiuni ale spațiului), deci are {\displaystyle i=3\,} grade de libertate.
Teoria poate fi extinsă și pentru molecule care nu sunt considerate punctuale, de exemplu cele biatomice, reprezentate ca niște haltere. În acest caz, molecula, în afară de cele trei posibilități de translație are și trei posibilități de rotație, însă cea din jurul axei care unește cei doi atomi nu este percepută drept schimbare de poziție, astfel că se consideră că molecula are {\displaystyle i=5\,} grade de libertate.
Energia moleculelor se repartizează uniform pe aceste grade de libertate:
{\displaystyle U={\frac {i}{2}}NkT}
Prin derivare se obțin capacitățile termice:
{\displaystyle C_{V}={\left({\frac {\partial U}{\partial T}}\right)}_{V}={\left[{\frac {\partial }{\partial T}}\left({\frac {i}{2}}NkT\right)\right]}_{V}={\frac {i}{2}}Nk={\frac {i}{2}}nR}
Ținând cont și de relația lui Mayer scrisă pentru întregul sistem {\displaystyle C_{p}=C_{V}+nR\,} se obține:
{\displaystyle C_{p}={\frac {i+2}{2}}nR}
Deci în cazul gazului perfect {\displaystyle C_{p}\,} și {\displaystyle C_{V}\,} nu depind de temperatură.
Coeficientul adiabatic de asemenea nu depinde de temperatură:
{\displaystyle \gamma ={\frac {C_{p}}{C_{V}}}={\frac {i+2}{i}}}
Pentru gaze monoatomice {\displaystyle \gamma =5/3\,}, iar pentru cele biatomice {\displaystyle \gamma =7/5\,}. Aceste valori nu sunt în general în concordanță cu măsurătorile efectuate asupra gazelor reale.
Din cele prezentate rezultă că gazul perfect este un caz particular al gazului ideal, deoarece:
- respectă ecuația de stare a gazului ideal (ecuația lui Clapeyron) {\displaystyle pV=nRT\,};
- respectă relația lui Robert Mayer {\displaystyle C_{p}=C_{V}+nR\,} (ca și gazul ideal);
- capacitățile termice {\displaystyle C_{p}\,}, {\displaystyle C_{V}\,} și coeficientul adiabatic {\displaystyle \gamma \,} nu depind de temperatură sau presiune (spre deosebire de gazul ideal).

### Amestecuri de gaze perfecte
În practică, agenții termici gazoși sunt amestecuri în diverse proporții ale unor specii diferite de gaze; de exemplu aerul atmosferic, gazele de ardere, gazul de furnal. În anumite condiții fizice de temperatură și presiune amestecurile de gaze au un comportament foarte apropiat de cel al gazului perfect. Termodinamica studiază amestecurile de gaze în ipoteza că între componenți nu există reacții chimice, prin urmare compoziția amestecului este considerată constantă. Amestecurile de gaze perfecte se pot defini diferit în baza a două ipoteze:
- componentele amestecului sunt răspândiți în întregul volum, adică fiecare gaz ocupă același volum și are aceeași temperatură ca și amestecul, dar presiunile parțiale ale componenților sunt diferite;[19]
- gazele componente se consideră separate prin intermediul unor pereți nepermeabili imaginare, fiecare având aceeași presiune și temperatură ca și amestecul dar volumele parțiale ale componenților sunt diferite.[19]

Cele două ipoteze conduc la aceleași rezultate, legătura între parametrul amestecului și cel al componentelor este dat în condițiile primei ipoteze de legea lui Dalton care afirmă că într-un amestec de gaze fiecare gaz ce intră în componența amestecului se răspândește uniform în întregul volum ocupat de amestec, iar presiunea totală este egală cu suma presiunilor parțiale ale gazelor componente: {\displaystyle \scriptstyle p=\sum _{k}p_{k}\,} . În ipoteza a doua, legătura este dată de legea lui Amagat, conform căruia volumul ocupat de un amestec de gaz este egal cu suma volumelor parțiale ocupate de gazele componente, considerate la presiunea și temperatura amestecului:{\displaystyle \scriptstyle V=\sum _{k}V_{k}\,}.

#### Verificarea legii lui Dalton
Fie un amestec de {\displaystyle \scriptstyle i} gaze perfecte care ocupă volumul {\displaystyle \scriptstyle V}, având fiecare {\displaystyle \scriptstyle N_{k};k=1,2,...i} molecule de energie cinetică medie {\displaystyle \scriptstyle \epsilon _{k}} , aflate la temperatura {\displaystyle \scriptstyle T}.
Din calcule, folosind forma microscopică a ecuației de stare termice, rezultă că presiunea totală exercitată de amestecul de gaze perfecte este:
iar presiunea parțială a componentei k este:
înlocuind expresia presiunii parțiale în relația presiunii totale, se obține:
adică un amestec de gaze perfecte respectă legea lui Dalton.

#### Verificarea legii lui Amagat
Similar legii lui Dalton, se consideră un amestec de {\displaystyle \scriptstyle i} gaze perfecte care ocupă fiecare un volum {\displaystyle \scriptstyle V_{k};k=1,2,...i}, având  {\displaystyle \scriptstyle N_{k}} molecule de energie cinetică medie {\displaystyle \scriptstyle \epsilon _{k}} , aflate la aceeași temperatură {\displaystyle \scriptstyle T} și presiune {\displaystyle \scriptstyle p}.
Folosind forma microscopică a ecuației de stare termice, rezultă că volumul total ocupat de amestecul de gaze perfecte este:
volumul parțial al componentei k este:
înlocuind expresia volumului parțial în relația volumului total, rezultă:
adică un amestec de gaze perfecte respectă și legea lui Amagat.

### Gazul semiperfect
Prin definiție, un gaz semiperfect este un caz particular al gazului ideal, în care capacitățile termice {\displaystyle C_{p}\,}, {\displaystyle C_{V}\,} și coeficientul adiabatic {\displaystyle \gamma \,} depind numai de temperatură dar nu și de presiune (spre deosebire de gazul ideal).
În practică (în special pentru nevoile calculului numeric) capacitățile termice masice se aproximează cu polinoame în funcție de temperatură:
{\displaystyle c_{V}=a+bT+cT^{2}+...\,}
Pentru intervale de temperatură adesea este suficientă aproximarea cu o funcție liniară:
{\displaystyle c_{V}=a+bT\,}
Folosirea modelului gazului semiperfect în loc de cel al gazului perfect mărește de mai multe ori efortul de calcul la simulările numerice, așa că analistul problemei trebuie să decidă dacă este cazul să fie folosit.

## Gaze perfecte cuantice

### Gaz perfect Bose
Un gaz perfect Bose este un gaz format din particule cu spinii întregi, numite bosoni, aflate în stare de echilibru termodinamic și care se supun legilor statisticii Bose-Einstein din cadrul mecanicii statistice cuantice. Gazul perfect Bose în statistica cuantică, este considerat ca fiind format din molecule punctiforme, energia lui se reduce astfel la forma translațională. Utilizând funcția de distribuție  Bose-Einstein 
 pentru cazul  cuantic translațional, funcția de distribuție se poate scrie sub forma:
 Aplicând aparatul matematic propriu statistici cuantice se deduc energia gazului perfect, ecuația de stare termică, respectiv expresia oricărui alt parametru de stare macroscopic.

#### Ecuația termică de stare a gazului perfect Bose
Forma explicită a ecuației de stare a gazului Bose se scrie sub forma: 
 Presiunea gazului perfect Bose diferă de presiunea gazului perfect clasic care este {\displaystyle \scriptstyle {\frac {RT}{V}}}. Abaterea de la comportarea gazului perfect clasic se numește degenerarea gazului. Degenerarea depinde de valoarea factorului {\displaystyle \scriptstyle {\frac {1}{B}}}, care poate fi aproximată prin relația 
Din această relație rezultă că degenerarea gazului este mai pronunțată pentru particule de masă mică, la temperaturi joase și la volume mici, adică la presiuni ridicate. În general, pentru cele mai multe gaze factorul {\displaystyle \scriptstyle {\frac {1}{B}}\approx 10^{-5}} la temperatura și presiunea ordinară. abaterile lor de la comportarea ideală, datorată degenerării sunt cu mult mai mici decât abaterile datorate forțelor intermoleculare și deci nu pot fi observate.
Efectul degenerării poate fi observat în cazul heliului care are o pondere moleculară redusă, punct de fierbere coborât (-4,2 K); la presiunea atmosferică, rezultă pentru heliu {\displaystyle \scriptstyle {\frac {1}{B}}=0,134}, valoare suficient de mare pentru ca abaterea de la comportarea clasică să fie sesizabilă.
Presiunea și energia unui gaz Bose sunt mai mici decât ale unui gaz perfect clasic (Boltzmann), la aceeași temperatură și același volum . Aceste proprietăți pot fi observate direct din expresia presiunii și a energiei, ele fiind consecințe ale formei particulare a funcției de distribuție. Pentru nivele de energie ridicate, unitatea poate fi neglijată în comparație cu {\displaystyle \scriptstyle Be^{\frac {\epsilon }{kT}}} și numărul moleculelor cu energii cuprinse într-un domeniu este identic cu cel din mecanica statistică clasică. Pentru stări de energie mai coborâte, prezența termenului -1 la numitorul funcției de distribuție mărește numărul de molecule din gazul Bose pentru același domeniu energetic față de cazul clasic. Cel mai important efect al statisticii Bose-Einstein în cazul gazului perfect, constă în suprapopularea nivelelor de energii joase. La temperaturi foarte scăzute și presiuni mari are loc o degenerare extremă a gazului în urma căruia se produce o condensare a gazului care nu se datorează acțiunii forțelor intermoleculare, fenomen cunoscut sub denumirea de condensare Einstein, iar gazul aflat într-o asemenea stare energetică se numește condensatul lui Einstein.

### Gaz perfect Fermi
Un gaz perfect Fermi este un gaz format din particule numite fermioni, caracterizate prin aceea că au spinii semîntregi, aflate în stare de echilibru termodinamic și care se supun legilor statisticii Fermi-Dirac din cadrul mecanicii statistice cuantice. Ecuația de distribuție Fermi-Dirac pentru un sistem de fermioni se poate scrie sub forma:
 Prin calcule proprii statisticii Fermi-Dirac se găsesc ecuațiile de stare calorice și termice precum și expresiile unor mărimi fizice care caracterizează gazul Fermi.

#### Ecuația termică de stare a gazului perfect Fermi
Ecuația de stare a gazului Fermi în cazul degenerării slabe are forma: 
 unde, pentru cazul degenerării slabe, {\displaystyle \scriptstyle {\frac {1}{B}}} poate fi aproximată prin relația
 La fel ca și în cazul gazului Bose, presiunea gazului Fermi diferă de cea a gazului perfect clasic, deviațiile de la comportarea față de aceasta sunt de același ordin de mărime ca și ale gazului perfect Bose. Din acest motiv nu pot fi observate decât la gaze formate din particule ușoare cum ar fi gazul electronic și gazul izotopic {\displaystyle \scriptstyle He^{3}.}

#### Energie Fermi
La temperaturi extrem de joase, constanta {\displaystyle \scriptstyle B} devine subunitară, astfel că are loc o degenerare extremă a gazului. În acest caz, forma ecuației de stare scrisă pentru degenerarea slabă nu mai este valabilă, găsirea ei pe cale teoretică, fiind extrem de dificilă. Un rezultat foarte important al statisticii Fermi-Dirac se obține pentru cazul limită al temperaturii zero absolut. Pentru {\displaystyle \scriptstyle T=0}, valoarea constantei {\displaystyle \scriptstyle B} este foarte mic sau zero, astfel că factorul
{\displaystyle \scriptstyle {\frac {1}{B}}} devine:

Pentru această valoare, prin calculul integralei energiei se obține energia gazului Fermi la temperatura de zero absolut:
 Spre deosebire de gazul perfect clasic și gazul Bose care pentru {\displaystyle \scriptstyle T=0} au energia gazului nul {\displaystyle \scriptstyle E_{0}=0}, gazul Fermi dispune de energie apreciabilă la această temperatură. Numărul stărilor cu energie cuprinsă sub o anumită valoare {\displaystyle \scriptstyle \epsilon _{F}} se evaluează prin integrala:
 Pentru {\displaystyle \scriptstyle B=o}, se obține {\displaystyle \scriptstyle N_{i}=g_{i}}, prin urmare {\displaystyle \scriptstyle g^{*}} se identifică cu numărul de fermioni:
 de unde valoarea limită a energiei se scrie sub forma:
 Între mărimea {\displaystyle \scriptstyle \epsilon _{F}} și factorul {\displaystyle \scriptstyle {\frac {1}{B}}} existând relația:
 energia gazului la zero absolut este dată de relația: 
 Energia {\displaystyle \scriptstyle \epsilon _{F}} se numește energie Fermi. Această energie reprezintă energia celui mai înalt nivel energetic completat la temperatura zero abslout, pentru un sistem dat, compus din N fermioni. Energia unui singur fermion la zero absolut este {\displaystyle \scriptstyle {\frac {E_{0}}{N}}={\frac {3}{5}}\epsilon _{F}}